# Propithecus
Propithecus é um gênero de lêmures da família Indridae. Esses lêmures são comumente chamados de sifakas.
Na cultura popular
O lêmure sifaka-de-coquerel é popularmente conhecido pelo seu mais famoso espécime, Jovian, que é o lêmure protagonista da série de televisão infantil Zoboomafoo. Jovian morreu em 2014 por causas naturais na Austrália.

## Espécies
- P. diadema
  - Propithecus diadema Bennett, 1832
  - Propithecus edwardsi (A. Grandidier, 1871)
  - Propithecus candidus A. Grandidier, 1871
  - Propithecus perrieri (Lavauden, 1931)
- P. verreauxi
  - Propithecus coronatus Milne-Edwards, 1871
  - Propithecus coquereli A. Grandidier e Milne-Edwards, 1867
  - Propithecus deckenii Peters, 1870
  - Propithecus tattersalli Simons, 1988
  - Propithecus verreauxi A. Grandidier, 1867